# كفر بني سالم
قرية كفر بنى سالم هي إحدى القرى التابعة لمركز السنبلاوين في محافظة الدقهلية في جمهورية مصر العربية. حسب إحصاءات سنة 2006، بلغ إجمالي السكان في كفر بنى سالم 2329 نسمة، منهم 1191 رجل و1138 امرأة.